# Марк (Кимев)
Епи́скоп Марк (макед. Епископ Марко, в миру Горан Кимев; 25 ноября 1977, Штип, Социалистическая Республика Македония) — епископ Македонской православной церкви, епископ Делчевско-Каменицкий.

## Биография
Основное образование окончил в родном городе, после чего поступил в среднее богословское училище в Скопье. Проходил службу в вооруженных силах, после чего поступил на Богословский факультет Скопийского университета, одновременно работая в администрации Велесско-Повадарской митрополии Македонской православной церкви, которая в 1967 году в одностороннем порядке отделилась от Сербской православной церкви и находилась вне канонического общения с поместными православными церквами.
По воссоединении митрополита Велесско-Повадарского Иоанна (Вранишковского) с Сербской Православной Церковью, будучи работником митрополии и духовным чадом митрополита Иоанна, 6 июля 2002 года был арестован полицией и насильно выдворен македонской полицией из здания митрополии вместе с митрополитом и прочими его обитателями и служителями.
20 июля того же года, в условиях преследований со стороны властей и Македонской православной церкви, принял монашеский постриг от митрополита Иоанна с именем Марк в монастыре святого великомученика Георгия под Неготином. Той же ночью владыка Иоанн с духовными чадами снова были изгнаны из обители.
2 августа 2002 года, в монастыре святого Прохора Пчиньского, инок Марк был рукоположен во иеродиакона епископом Враньским Пахомием (Врачич) и определён диаконом к Воскресенской часовне в Битоле.
Параллельно с диаконским служением посещал школу в Греции для изучения греческого языка.
23 мая 2003 года решением Священного Архиерейского Собора Сербской Православной Церкви по предложению митрополита Велесского Иоанна ввиду острой нужды в епископах для новой Охридской архиепископии иеродиакон Марк был, несмотря на молодость, избран викарным епископом Митрополита Иоанна с титулом Дремвицкий. Решением Священного Архиерейского Синода Сербской Церкви он был назначен также местоблюстителем Битольской кафедры.
1 июня 2003 года в новоустроенном монастыре Иоанна Златоуста Охридской архиепископии был рукоположён во иеромонаха.
Из-за запрета македонскими властями на въезд в страну клириков Сербской Церкви, его архиерейскую хиротонию решено было провести в монастыре святого Прохора Пчинского, который располагался недалеко от границы с Македонией.
6 декабря 2003 года в монастыре святого Прохора Пчинского был наречён во епископа Дремвицкого. 7 декабря там же состоялась его епископская хиротония, которую совершили: Патриарх Сербский Павел, митрополит Черногорско-Приморский Амфилохий (Радович), митрополит Велешско-Повардарский Иоанн (Вранишковский), епископ Бачский Ириней (Булович), епископ Враньский Пахомий (Гачич), епископ Величский Иоаким (Йовческий).
В рамках очередного заседания Священного Архиерейского Собора Сербской Православной Церкви, которое проходило с 15 по 26 мая 2005 года, был принят Соборный томос о церковной автономии Православной Охридской архиепископии, изданный 24 мая собором с подписью сербского патриарха Павла. Этим актом, который был согласован и принят на соборном заседании, православная Охридская архиепископия получила полную церковную автономию под омофором Сербской православной церкви. В тексте томоса прямо упоминается епископ Марк, а также епархия Битолы, которой он управлял.
29 июня 2006 года решением Священного Архиерейского Синода Православной Охридской архиепископии епископ Марк был назначен на самостоятельную Брегальницкую епархию с оставлением за ним должности местоблюстителя Битольской епархии. Настолование епископа Марка, ввиду притеснений со стороны властей, было отложено до тех пор, пока для того создадутся необходимые условия.
16 мая 2022 года Священный архиерейский Собор Сербской Православной Церкви принял решение о восстановлении литургического общения с Македонской православной церковью, а затем 19 мая в Белграде состоялось первое совместное богослужение архиереев Сербской Православной Церкви и МПЦ. На продолжающемся заседании священный Архиерейский Собор Сербской Православной Церкви 20 мая принял принципиальное решение о предоставлении согласия на предоставление автокефального статуса МПЦ, но это решение из-за его принципиального и условного характера не было немедленно обнародовано и не было упомянуто в официальном Соборном заявлении, которое было опубликовано 23 мая. Затем последовало пребывание сербского патриарха Порфирия в Скопье, где 24 мая было обнародовано решение о принятии автокефалии МПЦ Сербской православной церковью, и на этом мероприятии присутствовал епископ Марк.
В силу обстоятельств иерархия ПОА не присутствовала на провозглашении патриаршего томоса об автокефалии МПЦ, который был вручен 5 июня в Белграде. После этого акта иерархия ПОА официально не озвучивала ключевые вопросы, вытекающие из соотношения упомянутого патриаршего томоса и более старого парламентского томоса от 2005 года.
20 мая 2023 года Архиерейский собор Сербской православной церкви принял решение об интеграции Православной Охридской архиепископии в состав Македонской Православной Церкви. 20 июня 2023 года все четыре архиерея бывшей архиепископии вошли в клир Македонской православной церкви. Епископ Марк был назначен правящим архиереем Делчевско-Каменицкой епархии со титулом «Епископ Делчевско-Каменицкий». 17 сентября 2023 года в церкви Успения Пресвятой Богородицы в Делчеве. Во время этой торжественной церемонии митрополит Брегальницкий Иларион (Серафимовский) вручил ему пастырский посох.